# Marwan Kenzari

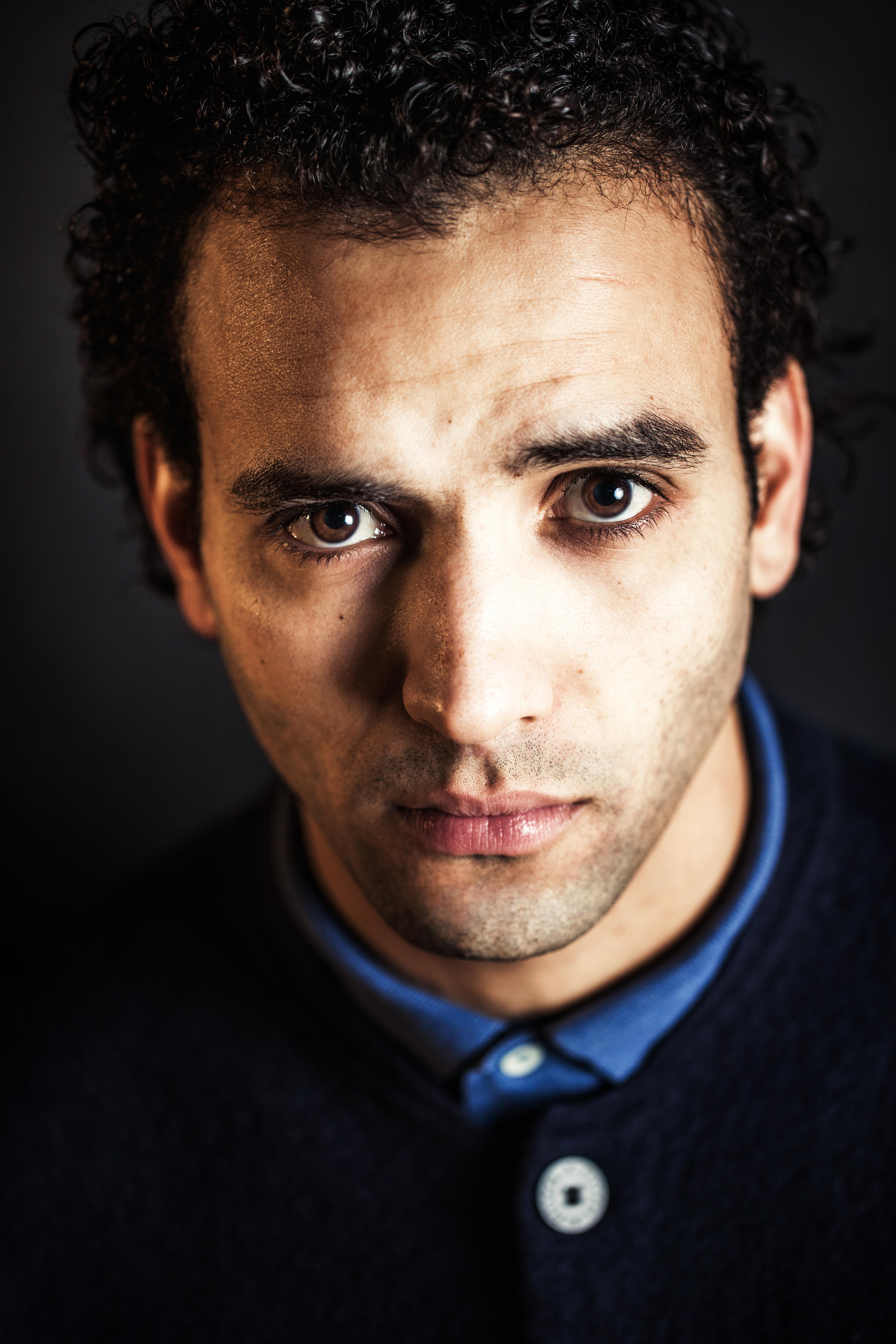
Marwan Kenzari

Marwan Kenzari (* 16. Januar 1983 in Den Haag) ist ein tunesisch-niederländischer Schauspieler.

## Werdegang
Kenzari begann als Jugendlicher mit dem Schauspiel. Er spielte ab 2008 in mehreren niederländischen Film- und Fernsehproduktionen mit. 2013 wurde er mit dem goldenen Kalb in der Kategorie bester Hauptdarsteller, für die Hauptrolle im Film Wolf ausgezeichnet. Er verkörperte auch in internationalen Filmen wie Ben Hur, Die Mumie oder Mord im Orient Express Nebenrollen. Im August 2017 wurde bekannt, dass Kenzari in der Real-Neuverfilmung von Disneys Aladdin, die Rolle des Antagonisten Dschafar verkörpert, der Film erschien 2019. 2022 spielte er in der  im DC Extended Universe angesiedelten Comic-Verfilmung Black Adam den Antagonisten Ishmael Gregor / Sabbac. Marwan Kenzari spricht Arabisch, Niederländisch, Englisch und Französisch.

## Filmografie (Auswahl)
- 2008: Katia‘s Sister (Het zusje van Katia)
- 2009: Die letzten Tage der Emma Blank (De laatste dagen van Emma Blank)
- 2010: Loft
- 2011: Rabat
- 2012: Black Out: Killer, Koks und wilde Bräute (Black Out)
- 2013: Wolf
- 2016: Collide
- 2016: Ben Hur
- 2016: The Promise – Die Erinnerung bleibt
- 2017: Die Mumie (The Mummy)
- 2017: What Happened to Monday?
- 2017: Mord im Orient Express (Murder on the Orient Express)
- 2018: Der ägyptische Spion, der Israel rettete (The Angel)
- 2019: Aladdin
- 2019: Instinct
- 2020: The Old Guard
- 2020: De Oost
- 2022: Black Adam
- 2023: Ghosted
- 2024: The Return
- 2024: The Night Agent
- 2025: The Old Guard 2